# Nijō Morotada
Nijō Morotada (二条 師忠?   1254 – 31 de enero de 1341) fue un kugyō (cortesano japonés de clase alta) que vivió a finales de la era Kamakura. Fue miembro de la familia Nijō (derivada del clan Fujiwara) e hijo del regente Nijō Yoshizane.

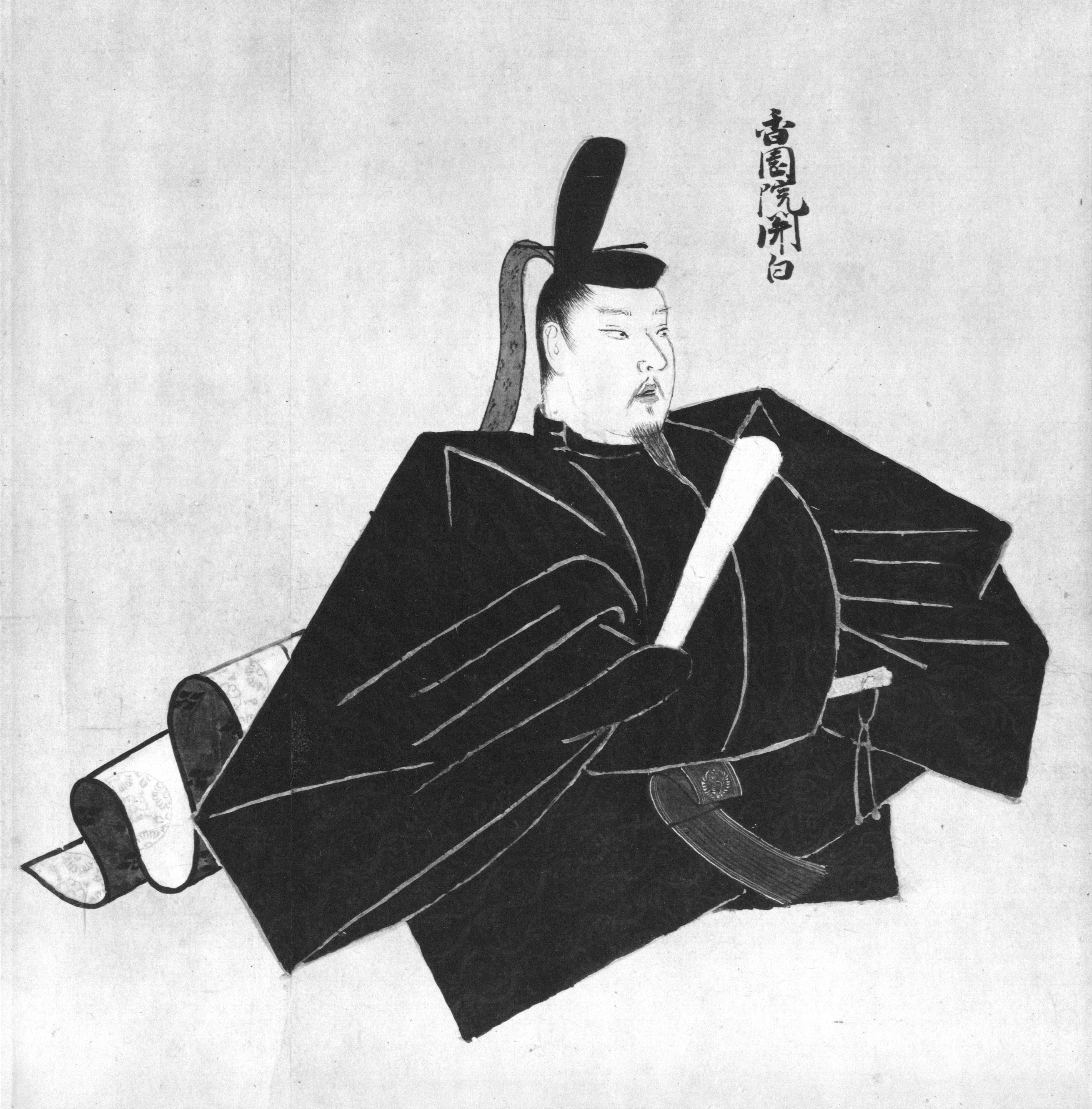
Nijō Morotada
(Tenshi Sekkan Miei,)

Ingresó a la corte imperial en 1260 con el rango shōgoi inferior y nombrado chambelán, en 1261 fue ascendido al rango jushii y en 1262 al rango jusanmi y shōsanmi. En 1263 fue nombrado gonchūnagon y ascendido al rango junii, en 1264 fue promovido al rango shōnii y en 1265 nombrado gondainagon.
En 1269 fue nombrado naidaijin hasta 1271 que fue ascendido a udaijin, y en 1275 fue promovido a sadaijin hasta 1288. Entre 1275 y 1287 fue designado tutor imperial (tōgū no fu) y en 1277 fue promovido al rango juichii. En 1287 fue nombrado kanpaku (regente) del Emperador Go-Uda hasta su abdicación ese mismo año, y del Emperador Fushimi hasta 1289. También fue nombrado en 1287 como líder del clan Fujiwara.
En 1294 abandonó su vida como cortesano y se convirtió en monje budista (shukke), falleciendo en 1341. Tuvo como hijo al cortesano Nijō Fuyumichi y adoptó al regente Nijō Kanemoto.